# Arthur C. Parker
Arthur Caswell Parker (Reserva Cattaraugus, 1881-1955) fou antropòleg seneca, nebot d'Ely Parker i de mare blanca, treballà al Rochester Museum and Science Center 'Museu d'història natural) de Nova York. Des del 1904 recollí dades sobre els iroquesos de Nova York i, el 1911, conegué Ohiyessa i es fa membre de la Society of American Indians. El 1915 dirigí la revista American Indian Magazine, des d'on atacà Franz Boas. El 1946 també participà en el National Congress of American Indians (NCAI). Va compondre uns 250 articles de temàtica diversa

## Obres
- Polysynthesis In The Languages Of The North American Indians (1893)
- Iroquoian Cosmology (1904)
- Iroquois Uses of Maize and Other Food Plants (1910)
- The Code of Handsome Lake, the Seneca Prophet (1913)
- The Constitution of the Five Nations (1916)
- Seneca Fiction Legends And Myths (AMB Jeremiah Curtin) (1918)
- The Archaeological History of New York (1922)